# 岩寺秀廣
岩寺 秀廣（いわでら ひでひろ）は日本のテレビドラマ演出家・プロデューサー。フジテレビ「世にも奇妙な物語」、TBS「よい子の味方」など演出。フジテレビ「リング」、NHK「陽炎の辻」のプロデュースを手がける。

## 主な作品
- 「世にも奇妙な物語」（1990年、演出）
- 「リング」（1995年、プロデューサー）
- 「緋の稜線」（1998年、演出）
- 「よい子の味方」（2004年、演出）
- 「結婚式へ行こう!」（2006年、演出）
- 「病院へ行こう!」（2006年、演出）
- 「陽炎の辻〜居眠り磐音 江戸双紙〜」（2007年 - 、プロデューサー）